# Тодор Миленковић
Тодор Миленковић (Лесковац, 25. децембар 1875 — Лесковац, 26. октобар 1913) био је српски лекар, учесник Балканских ратова и први управник среске болнице у Лесковцу.

## Биографија
Тодор Миленковић рођен је у Лесковцу 25. децембар 1875. године. Основну школу завршио је у Лесковцу, а гимназију у Београду. По завршетку гимназије одлази у Беч где уписује и завршава Медицински факултет 26. октобра 1901. године као стипендиста Српске владе. После завршеног факултета у Бечу враћа се у Србију. 
У чин резервног санитетског поручника произведен је 10. јануара 1903. године.
Почетком новембра 1903. године постављен је за лекара среза Власотиначког, округа Врањског. По својој молби, 14. новембра 1904. године постављен је за лекара среза Лесковачког и Јабланичког, округа Врањског. Године 1905. постављен је за управника нове среске болнице у Лесковцу и на тој дужности остаје све до своје смрти 1913. године.
У чин резервног капетана II класе постављен је 29. јуна 1907. године. Након три године, 29. јуна 1910. године унапређен је у чин резервног капетана I класе.

## Балкански ратови
Као доктор Тодор Миленковић учествовао је у Првом и Другом балканском рату. У рату је био санитетски капетан I класе у I пешадијском пуку II позива. За заслуге лечеља и спасавање ратника одликован је Сребрном медаљом за храброст.
По завршетку рата радио је на сузбијању заразе у Лесковачком срезу. Током сузбијања заразе и сам се разболео. Преминуо од пегавог тифуса у Лесковцу 26. октобра 1913. године.

## Породица
Супруга Савка и син Милорад.